# Рыбак, Альберт Владимирович
Альберт Владимирович Рыбак (род. 16 мая 1973, Гродно) — советский и белорусский футболист, вратарь, белорусский футбольный тренер новополоцкого «Нафтана».

## Биография
Воспитанник гродненской СДЮШОР № 6. Взрослую карьеру начинал в любительских командах. В соревнованиях мастеров дебютировал в 18-летнем возрасте, в последнем сезоне чемпионата СССР во второй лиге в составе гродненского «Химика» (позднее — «Неман»).
С 1992 года со своим клубом выступал в высшей лиге Белоруссии. С сезона 1993/94 стал основным вратарём клуба, однако в дальнейшем иногда уступал место в рамке. Всего за 12 лет сыграл 185 матчей в чемпионате страны в составе «Немана». Обладатель Кубка Белоруссии 1993 года (в финале не играл), серебряный призёр чемпионата Белоруссии 2002 года (в «золотом матче» остался в запасе). Сыграл один матч в еврокубках, в 1993 году против швейцарского «Лугано» (2:1). В период выступлений за «Неман» также играл за «Автопровод» (Щучин) и «Неман-2» в низших лигах, а в 2001—2002 годах выступал только за дубль в первенстве дублёров.
В конце карьеры провёл один сезон в составе мозырской «Славии», также игравшей в высшей лиге.
Призывался в молодёжную сборную Белоруссии в качестве запасного вратаря.
С середины 2000-х годов работал тренером вратарей в различных клубах Белоруссии — гродненском «Немане», «МТЗ-РИПО» (Минск), брестском «Динамо». В 2013—2014 годах возглавлял клуб «Смолевичи-СТИ» в первой лиге.
В 2016—2019 годах работал тренером вратарей в литовском клубе «Тракай»/«Ритеряй». В июле-августе 2016 года, октябре-декабре 2018 года и второй половине сезона 2019 года исполнял обязанности главного тренера. Двукратный бронзовый призёр чемпионата Литвы (2018, 2019).
В феврале 2022 года назначен главным тренером «Белшины». В мае 2023 года покинул бобруйский клуб, перед этим получив штраф и полугодовую дисквалификацию из-за договорных матчей.
В мае 2023 года стал главным тренером новополоцкого «Нафтана».